# ネイボブ (護衛空母)
|          |                                             |
| 艦歴     |                                             |
| 発注     |                                             |
| 起工     | 1942年10月20日                              |
| 進水     | 1943年3月9日                                |
| 就役     | 1943年9月7日                                |
| 退役     | 1944年9月30日                               |
| 除籍     |                                             |
| その後   | 1977年にスクラップとして廃棄                |
| 性能諸元 |                                             |
| 排水量   | 15,390トン                                  |
| 全長     | 495.66 ft (151.1 m)                         |
| 全幅     | 69.5 ft (21.2 m)                            |
| 吃水     | 25.5 ft (7.8 m)                             |
| 機関     |                                             |
| 最大速   | 18 ノット                                   |
| 航続距離 |                                             |
| 乗員     | 士官、兵員1,000名                           |
| 兵装     | 5インチ砲2門、連装40mm機銃8基、20mm機銃20基 |
| 搭載機   | 18-24                                       |

エジスト (USS Edisto, AVG/ACV/CVE-41) は、アメリカ海軍の護衛空母。ボーグ級航空母艦の1隻。後にイギリス海軍へ移管されネイボブ (HMS Nabob, D77) と改名し運用された。

## 艦歴
艦は海事委任契約の下ワシントン州タコマのシアトル・タコマ造船所で1942年10月20日に起工する。1943年3月9日に進水し、1943年9月7日に竣工し、レンドリース法に基づきイギリス海軍に移管されて「ネイボブ」と命名された。
イギリス海軍の人員不足のため乗員の大半はカナダ海軍から充当された。だが、食料の質がカナダ海軍より劣っていたことがカナダ人にとって不満となり、給料の差がイギリス人にとって不満となった。そして任務放棄する者まで現れたため、イギリスに向かう前に問題点の改善がなされた。
1944年1月25日、ジョージア海峡でアヴェンジャーを着艦させていた際に海図の誤りが原因で座礁。離礁後サンフランシスコを経由しパナマ運河を通ってニューヨークに向かい、1944年3月19日に到着した。ニューヨークからはUT10船団とともにイギリスへと向かった。
1944年8月、空母「インディファティガブル」、護衛空母「トランペッター」などとともにノルウェー沿岸への機雷敷設作戦（オフスプリング作戦）に参加。「ネイボブ」などから発進したアヴェンジャーが47個の機雷を敷設した。
続いて「ネイボブ」はノルウェーにいたドイツ戦艦「ティルピッツ」に対する攻撃作戦（グッドウッド作戦）に参加した。この作戦では「ネイボブ」搭載機は「ティルピッツ」のそばに機雷を敷設する予定であった。8月22日に「ネイボブ」搭載機は「トランペッター」搭載機とともに発進し機雷敷設に向かった。だが、目標地点の低空に雲が広がっていたことから作戦は中止され、帰還した航空機を収容後護衛の艦艇に対する給油の準備をしていたときドイツ潜水艦「U354」の攻撃を受け魚雷1本が「ネイボブ」の右舷に命中。浸水により吃水が増加し、また電力が失われ換気がとまったことで機関室では温度が増加し乗員が脱出した。同日中に電力は復旧して浸水もコントロール化におかれ、「ネイボブ」は自力でスカパ・フローに向かい、8月27日に到着した。
損傷は大きかったため「ネイボブ」は1944年9月30日に退役し、部品取り用にされた。「ネイボブ」は1945年3月16日にアメリカ海軍に返還され、1947年3月にオランダの造船会社に売却された。その後「ネイボブ」は商船に改装され、船名は最初は「ネイボブ」のままであった後に「グローリー (Glory)」と改名された。1977年に台湾で解体された。